# Jacobsenia
Jacobsenia (лат.) — род суккулентных растений семейства Аизовые (Aizoaceae), подсемейства Ruschioideae, произрастающий на территории Капской провинции Южно-Африканской Республики.

## Название
Родовое латинское (научное) название Jacobsenia дано в честь доктора Германа Якобсена (Hermann J. H. Jacobsen, 1898–1978), немецкого садовода, долголетнего директора Ботанического сада Кильского университета и автора важных трудов по растениям.
Из-за отсутствия официального русскоязычного названия рода в авторитетных источниках, вероятное произношение на русском языке может быть сформировано как «Якобсения».

## Ботаническое описание
Представители рода — компактные или густоопушенные кустарники, достигающие высоты 15 см. Их стебли имеют диаметр до 10 мм. Взрослые растения могут иметь прямостоячие побеги с удлиненными междоузлиями и выраженными боковыми укороченными побегами с короткими междоузлиями. Либо у них компактная форма с нечетким различием между длинными и короткими побегами. Листья супротивные, сочные. По крайней мере, последняя пара листьев в сезоне сохраняется на стебле до следующего сезона. Обычно на каждом стебле развивается 2 пары листьев за сезон. Пары листьев в основании сросшиеся на примерно пятой части их длины. Листья могут быть прямостоячими или раскидистыми, иметь пальцевидную форму, часто изогнутые. Нижняя поверхность иногда слегка килевидная. Часть листьев сросшейся пары превращается в узкую, кольцеобразную, постоянную, склеротическую оболочку, обычно коричнево-красного цвета. Листья достигают длины до 70 мм и диаметра 10 мм.
Цветки располагаются у верхушки побегов, появляясь к концу сезона из сросшихся частей 2-й пары листьев, иногда 1-й пары. Они одиночные и находятся на цветоножке. Длина цветоножки составляет 10-70 мм, а диаметр — до приблизительно 80 мм. Цветки открываются утром и закрываются вечером. Чашелистиков может быть 4, 5 или 6 (редко 8), их края перепончатые. Лепестки обычно четырёх- или пятирядные, заостренные, от белого до лимонно-желтого или иногда редко пурпурного цвета. Внутренние лепестки короче. Тычинки имеют белые или желтые нити, сосочковидные, пыльца шиповатая. Стаминодии отсутствуют или представлены очень незначительно. Нектарник мелкозубчатый, образует примерно 5-угольное кольцо. Рыльца в количестве пяти представлены шиловидными структурами. Плод — пятигнездная коробочка, аналогичная плодам рода  Mitrophyllum. Семена имеют шаровидную форму, окраска может варьироваться от коричневой до светло-коричневой.
Количество хромосом — 9.

## Таксономия
Jacobsenia L.Bolus & Schwantes, первое упоминание в Kakteen And. Sukk. 5: 69. (1954).

### Виды
Согласно данным сайта WFO Plantlist на июнь 2023 года, род состоит из 2 видов:
- Jacobsenia hallii L.Bolus
- Jacobsenia kolbei (L.Bolus) L.Bolus & Schwantes typus